# 植木郵便局
植木郵便局（うえきゆうびんきょく）
- 熊本県熊本市にある郵便局。本記事にて記述する。
- 福岡県直方市にある郵便局。局番号は74095。

植木簡易郵便局（うえきかんいゆうびんきょく）
- 宮崎県北諸県郡三股町にある簡易郵便局。局番号は73773。

植木郵便局（うえきゆうびんきょく）は熊本県熊本市北区にある郵便局。民営化前の分類では集配普通郵便局であった。

## 概要
住所：〒861-0199 熊本県熊本市北区植木町植木182-1

## 沿革
- 1872年8月4日（明治5年7月1日） - 植木郵便取扱所として開設[1]。
- 1875年（明治8年）1月1日 - 植木郵便局（五等）となる。
- 1885年（明治18年）10月1日 - 貯金取扱を開始。
- 1891年（明治24年）2月21日 - 為替取扱を開始。
- 1899年（明治32年）12月1日 - 植木郵便電信局となる。
- 1903年（明治36年）4月1日 - 通信官署官制の施行に伴い植木郵便局となる。
- 1959年（昭和34年）11月16日 - 豊田郵便局から電話交換事務の取扱を移管[2]。
- 1969年（昭和44年）2月9日 - 電話の加入および料金に関する簡易な事務を除く電話交換業務を、熊本電話局に移管。
- 1993年（平成5年）3月14日 - 特定郵便局から普通郵便局に局種別改定するとともに、豊田郵便局から集配業務を移管。
- 1999年（平成11年） - 外国通貨の両替および旅行小切手の売買に関する業務取扱を開始。
- 2007年（平成19年）10月1日 - 民営化に伴い、併設された郵便事業植木支店に一部業務を移管。
- 2012年（平成24年）10月1日 - 日本郵便株式会社発足に伴い、郵便事業植木支店を植木郵便局に統合。
- 2019年（平成31年）2月18日 - 北部郵便局から集配業務を移管。

## 取扱内容
- 郵便、印紙、ゆうパック、内容証明
- 貯金、為替、振替、振込、国際送金、国債、投資信託
- 生命保険、バイク自賠責保険、自動車保険、がん保険、引受条件緩和型医療保険
- 熊本市内の一部地域（主に北区の植木地区・北部地区一帯）の集配業務
- ゆうゆう窓口
- ゆうちょ銀行ATM

## 周辺
- 熊本市役所 北区役所
- 熊本市立植木小学校
- 熊本北合志警察署植木交番
- 国道3号
- 国道208号

## アクセス
- JR鹿児島本線 植木駅から北東へ約2.5km（徒歩約29分）
- 産交バス 植木停留所下車
- 九州自動車道 植木ICから南へ約4km
- 駐車場あり：16台